# گژگوش میشتال
گژگوش میشتال (لهستانی: Grzegorz Miśtal؛ زادهٔ ۱۹ ژانویهٔ ۱۹۷۳) بازیگر اهل لهستان است.
از فیلم‌ها یا مجموعه‌های تلویزیونی که وی در آن‌ها نقش داشته‌است، می‌توان به سارا، طایفه، اجاره‌نشین‌ها و در خوشی و سختی اشاره نمود.